# مدال خدمات دفاعی آمریکا
مدال خدمات دفاعی آمریکا یک جایزه نظامی نیروهای مسلح ایالات متحده بود که با فرمان اجرایی ۸۸۰۸ توسط رئیس جمهور فرانکلین دلانو روزولت در ۲۸ ژوئن ۱۹۴۱ ایجاد شد. این مدال برای اعضایی است که بین ۸ سپتامبر ۱۹۳۹ و ۷ دسامبر ۱۹۴۱ در وظیفه فعال بودند. مدال مشابهی، معروف به مدال کمپین آمریکایی ، در سال ۱۹۴۲ برای خدمت در جبهه آمریکا در دوران جنگ جهانی دوم تأسیس شده بود.